# Cody Wilson
Cody Rutledge Wilson (Austin, Texas, 31 de enero de 1988) es un activista estadounidense por los derechos de las armas y criptoanarquista. Es fundador y director de Defense Distributed, una organización sin ánimo de lucro que desarrolla y publica diseños de armas de código abierto, aptas para la impresión 3D y la fabricación digital. Defense Distributed adquirió notoriedad internacional en 2013 cuando publicó en línea los planos de la Liberator, una pistola funcional impresa en 3D.
El blog "Danger Room" de Wired nombró a Wilson como una de las "15 personas más peligrosas del mundo" en 2012. En 2015 y 2017, Wired nombró a Wilson una de las cinco personas más peligrosas de Internet, y en 2019 lo nombró una de las personas más peligrosas de Internet de la década.
El 9 de agosto de 2019, Wilson se declaró culpable de herir a un niño, un cargo de delito grave de tercer grado, después de participar en un encuentro sexual pagado con un menor. Fue condenado a siete años de libertad condicional, se le prohibió tener contacto sin supervisión con menores, se le inscribió en un registro de delincuentes sexuales y se le exigió realizar 475 horas de servicio comunitario.